# Commissione Difesa della Camera dei deputati
La Commissione permanente IV Difesa è un organo della Camera dei deputati della Repubblica italiana.

## Funzione
Il compito della Commissione è quello di valutare progetti di legge di revisione alla Costituzione e altre leggi costituzionali, e, per quanto riguarda la legislazione ordinaria l'ordinamento generale dei rapporti diplomatici; la disciplina generale del pubblico impiego, che rifluiva in questo ambito competenziale, a decorrere dalla XIX legislatura repubblicana è passata alla Commissione lavoro.
Su materie specifiche, la sua attività si riferisce ai settori normativi e di azione della Difesa: ordinamento delle forze armate; stato giuridico ed economico del personale militare; dotazione di personale e mezzi delle forze armate,  nonché per i disegni di legge riguardanti la materia militare.
Nella grande attività consultiva pronuncia il suo parere, per lo più nella sede ristretta di un'apposita sottocommissione su quasi tutti i disegni di legge e gli emendamenti all'esame delle altre commissioni, valutandone la compatibilità a diversi parametri: precetti costituzionali, organizzazione della pubblica amministrazione, princìpi generali dell'ordinamento, qualità legislativa e corretta collocazione delle nuove norme nel sistema delle fonti del diritto.
Una peculiare funzione consultiva riguarda i presupposti costituzionali dei decreti-legge. Infine, rende pareri sia alle altre commissioni sia all'Assemblea della Camera dei deputati al fine di valutare la conformità dei disegni di legge e degli emendamenti all'assetto costituzionale del riparto delle competenze normative tra lo Stato e le regioni.

## Composizione
La commissione è composta da 26 deputati (di cui 2 segretari, 2 vicepresidenti di cui 1 componente esterno, e un presidente) scelti in modo omogeneo tra i componenti della Camera dei deputati, in modo da rispecchiarne le forze politiche presenti. Essi sono scelti dai gruppi parlamentari (e non dal Presidente, come invece accade per l'organismo della Giunta parlamentare): per la nomina dei membri ciascun Gruppo, entro cinque giorni dalla propria costituzione, procede, dandone comunicazione alla Presidenza della Camera, alla designazione dei propri rappresentanti nelle singole Commissioni permanenti.
Ogni deputato chiamato a far parte del governo o eletto presidente della Commissione è, per la durata della carica, sostituito dal suo gruppo nella Commissione con un altro deputato, che continuerà ad appartenere anche alla Commissione di provenienza. Tranne in rari casi nessun deputato può essere assegnato a più di una Commissione permanente. Le Commissioni permanenti sono rinnovate dopo il primo biennio della legislatura ed i loro componenti possono essere confermati, ma i gruppi parlamentari possono cambiare i propri membri autonomamente in qualsiasi momento, sostituendoli, aggiungendoli o rimuovendoli, modificando di conseguenza anche il numero totale dei componenti della Commissione.

## Presidenti
| N°         | Presidente | Presidente | Presidente                           | Gruppo parlamentare                                            | Mandato           | Mandato           | Legislatura  |
| N°         | Presidente | Presidente | Presidente                           | Gruppo parlamentare                                            | Inizio            | Fine              | Legislatura  |
| ---------- | ---------- | ---------- | ------------------------------------ | -------------------------------------------------------------- | ----------------- | ----------------- | ------------ |
| V Difesa   |            |            |                                      |                                                                |                   |                   |              |
| 1          |            |            | Luigi Chatrian (1891-1967)           | Democratico cristiano                                          | 15 giugno 1948    | 24 giugno 1953    | I (1948)     |
| 2          |            |            | Mario Bettinotti (1884-1967)         | Partito Socialista Democratico Italiano                        | 22 luglio 1953    | 30 giugno 1957    | II (1953)    |
| 3          |            |            | Filippo Guerrieri (1891-1967)        | Democratico cristiano                                          | 1º luglio 1957    | 11 giugno 1958    | II (1953)    |
| VII Difesa |            |            |                                      |                                                                |                   |                   |              |
| 4          |            |            | Randolfo Pacciardi (1899-1991)       | Misto                                                          | 30 luglio 1958    | 15 maggio 1963    | III (1958)   |
| 5          |            |            | Italo Giulio Caiati (1916-1993)      | Democratico cristiano                                          | 12 luglio 1963    | 4 giugno 1968     | IV (1963)    |
| 6          |            |            | Bernardo Mattarella (1905-1971)      | Democrazia Cristiana                                           | 11 luglio 1968    | 1º marzo 1971     | V (1968)     |
| –          |            |            | Italo Giulio Caiati (1916-1993)      | Democrazia Cristiana                                           | 11 marzo 1971     | 17 febbraio 1972  | V (1968)     |
| 7          |            |            | Pietro Buffone (1918-2013)           | Democrazia Cristiana                                           | 1º marzo 1972     | 24 maggio 1972    | V (1968)     |
| 8          |            |            | Domenico Magrì (1903-1983)           | Democrazia Cristiana                                           | 11 luglio 1972    | 19 settembre 1973 | VI (1972)    |
| 9          |            |            | Mario Marino Guadalupi (1918-1989)   | Partito Socialista Italiano                                    | 27 settembre 1973 | 4 luglio 1976     | VI (1972)    |
| 10         |            |            | Falco Accame (1925-2021)             | Partito Socialista Italiano                                    | 27 luglio 1976    | 26 luglio 1978    | VII (1976)   |
| 11         |            |            | Paolo Battino Vittorelli (1915-2003) | Partito Socialista Italiano                                    | 27 luglio 1978    | 19 giugno 1979    | VII (1976)   |
| –          |            |            | Italo Giulio Caiati (1916-1993)      | Democrazia Cristiana                                           | 11 luglio 1979    | 15 luglio 1981    | VIII (1979)  |
| 12         |            |            | Alfredo Biondi (1928-2020)           | Partito Liberale Italiano                                      | 16 luglio 1981    | 1º dicembre 1982  | VIII (1979)  |
| 13         |            |            | Vito Angelini (1931-1999)            | Partito Comunista Italiano                                     | 19 gennaio 1983   | 11 luglio 1983    | VIII (1979)  |
| 14         |            |            | Attilio Ruffini (1924-2011)          | Democrazia Cristiana                                           | 10 agosto 1983    | 1º luglio 1987    | IX (1983)    |
| IV Difesa  |            |            |                                      |                                                                |                   |                   |              |
| 15         |            |            | Lelio Lagorio (1925-2017)            | Partito Socialista Italiano                                    | 4 agosto 1987     | 17 ottobre 1989   | X (1987)     |
| 16         |            |            | Valerio Zanone (1936-2016)           | Partito Liberale Italiano                                      | 18 ottobre 1989   | 8 novembre 1990   | X (1987)     |
| 17         |            |            | Raffaele Costa (1936)                | Partito Liberale Italiano                                      | 16 gennaio 1991   | 22 aprile 1992    | X (1987)     |
| 18         |            |            | Gastone Savio (1934)                 | Democratico cristiano - Partito Popolare Italiano              | 17 giugno 1992    | 14 aprile 1994    | XI (1992)    |
| 19         |            |            | Paolo Bampo (1955)                   | Lega Nord                                                      | 25 maggio 1994    | 8 maggio 1996     | XII (1994)   |
| 20         |            |            | Valdo Spini (1946)                   | Democratici di Sinistra - L'Ulivo                              | 4 giugno 1996     | 29 maggio 2001    | XIII (1996)  |
| 21         |            |            | Luigi Ramponi (1930-2017)            | Alleanza Nazionale                                             | 21 giugno 2001    | 27 aprile 2006    | XIV (2001)   |
| 22         |            |            | Roberta Pinotti (1961)               | Partito Democratico-L'Ulivo                                    | 6 giugno 2006     | 28 aprile 2008    | XV (2006)    |
| 23         |            |            | Edmondo Cirielli (1964)              | Popolo della Libertà                                           | 22 maggio 2008    | 14 marzo 2013     | XVI (2008)   |
| 24         |            |            | Elio Vito (1960)                     | Forza Italia - Il Popolo della Libertà - Berlusconi Presidente | 7 maggio 2013     | 21 luglio 2015    | XVII (2013)  |
| 25         |            |            | Francesco Saverio Garofani (1962)    | Partito Democratico                                            | 21 luglio 2015    | 22 marzo 2018     | XVII (2013)  |
| 26         |            |            | Gianluca Rizzo (1974)                | MoVimento 5 Stelle (2018-2022) Insieme per il Futuro (2022)    | 21 giugno 2018    | 12 ottobre 2022   | XVIII (2018) |
| 27         |            |            | Antonino Minardo (1978)              | Lega - Salvini Premier (2022-2024) Misto-Non iscritti (2024-)  | 9 novembre 2022   | in carica         | XIX (2022)   |

## Procedure
La Commissione viene convocata per la prima volta dal presidente della Camera dei deputati per procedere alla propria costituzione. L'Ufficio di Presidenza della Commissione, integrato dai rappresentanti dei gruppi, predispone il programma e il calendario dei lavori, che sono stabiliti in modo da assicurare l'esame in via prioritaria dei disegni di legge e degli altri argomenti compresi nel programma e nel calendario dell'Assemblea. Quando la discussione di un determinato argomento, anche non compreso nel programma, sia richiesta da almeno un quinto dei componenti della Commissione, l'inserimento nell'ordine del giorno in tempi brevi è rimesso all'Ufficio di Presidenza della Commissione stessa. Al termine di ciascuna seduta, di norma, il presidente della Commissione annuncia la data, l'ora e l'ordine del giorno della seduta successiva e viene di conseguenza stampato e pubblicato l'ordine del giorno.

## Composizione nella XIX legislatura (2022 -in corso)
Elenco dei membri a settembre 2024
| Gruppo parlamentare                                         | Gruppo parlamentare                                                            | Deputato                           |
| ----------------------------------------------------------- | ------------------------------------------------------------------------------ | ---------------------------------- |
|                                                             | Misto-Non iscritti                                                             | Antonino Minardo (presidente)      |
|                                                             | Fratelli d'Italia                                                              | Monica Ciaburro (vicepresidente)   |
|                                                             | Partito Democratico - Italia Democratica e Progressista                        | Piero Fassino (vicepresidente)     |
|                                                             | MoVimento 5 Stelle                                                             | Vittoria Baldino (segretaria)      |
|                                                             | Forza Italia - Berlusconi Presidente - PPE                                     | Marta Antonia Fascina (segretaria) |
|                                                             | Fratelli d'Italia                                                              | Paola Maria Chiesa                 |
| Fabrizio Comba (in sostituzione di Lucia Albano)            | Fratelli d'Italia                                                              |                                    |
| Emanuele Loperfido (in sostituzione di Emanuele Prisco)     | Fratelli d'Italia                                                              |                                    |
| Giovanni Maiorano                                           | Fratelli d'Italia                                                              |                                    |
| Mauro Malaguti (in sostituzione di Wanda Ferro)             | Fratelli d'Italia                                                              |                                    |
| Marco Padovani                                              | Fratelli d'Italia                                                              |                                    |
| Barbara Polo                                                | Fratelli d'Italia                                                              |                                    |
|                                                             | Lega - Salvini Premier                                                         | Umberto Bossi                      |
| Anastasio Carrà                                             | Lega - Salvini Premier                                                         |                                    |
| Alessandro Giglio Vigna (in sostituzione di Nicola Molteni) | Lega - Salvini Premier                                                         |                                    |
| Eugenio Zoffili                                             | Lega - Salvini Premier                                                         |                                    |
|                                                             | Partito Democratico - Italia Democratica e Progressista                        | Anna Ascani                        |
| Nicola Carè                                                 | Partito Democratico - Italia Democratica e Progressista                        |                                    |
| Andrea De Maria                                             | Partito Democratico - Italia Democratica e Progressista                        |                                    |
| Stefano Graziano                                            | Partito Democratico - Italia Democratica e Progressista                        |                                    |
|                                                             | Forza Italia - Berlusconi Presidente - PPE                                     | Roberto Bagnasco                   |
| Giorgio Mulé                                                | Forza Italia - Berlusconi Presidente - PPE                                     |                                    |
| Gloria Saccani Jotti                                        | Forza Italia - Berlusconi Presidente - PPE                                     |                                    |
|                                                             | MoVimento 5 Stelle                                                             | Arnaldo Lomuti                     |
| Marco Pellegrini                                            | MoVimento 5 Stelle                                                             |                                    |
|                                                             | Azione-Popolari Europei Riformatori-Renew Europe                               | Matteo Richetti                    |
|                                                             | Noi moderati (Noi con l'Italia, Coraggio Italia, UdC, Italia al Centro) - MAIE | Giuseppe Bicchielli                |